# Old Warden
Old Warden – wieś w Anglii, w hrabstwie ceremonialnym Bedfordshire, w dystrykcie (unitary authority) Central Bedfordshire. Leży 11 km na południowy wschód od centrum miasta Bedford i 66 km na północ od centrum Londynu. W 2007 miejscowość liczyła 340 mieszkańców.